# Arie Christiaan Kros

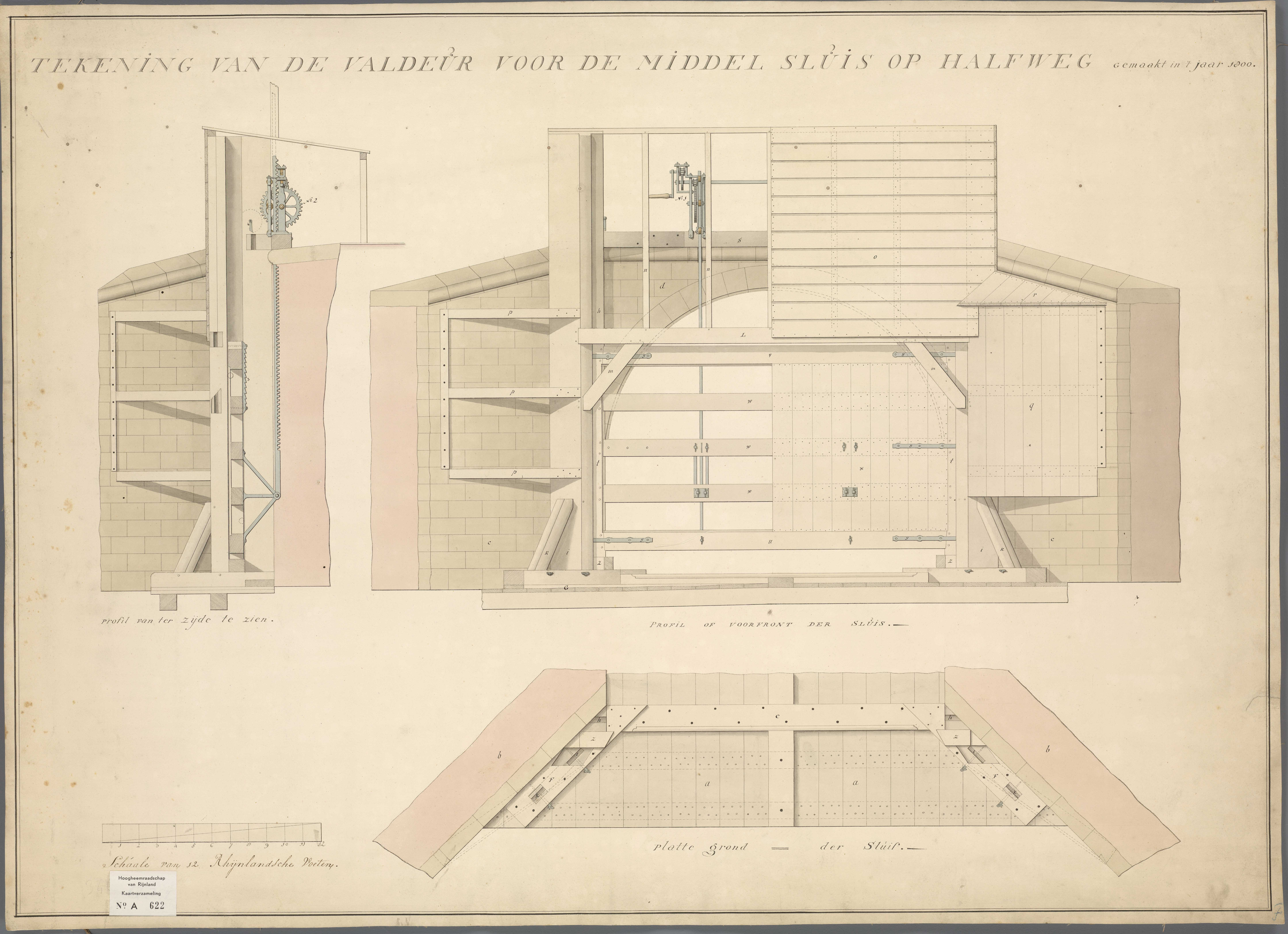
Tekening van de valdeur van de sluis bij Halfweg

Arie Christiaan Kros (Heukelum, 2 juni 1786, Zwolle, 1 juni 1860) was de oudste zoon van de sluizenbouwer Simon Kros.
Hij werd in 1802 cadet der artillerie, maar daar hij meer voelde voor het vak van zijn vaders. Daarom werd hij in 1804 onder zijn vader opzichter bij de bouw van de uitwateringssluizen bij Katwijk. In deze tijd deed hij ook andere klusjes voor zijn vader, zoals het maken van een tekening van de middensluis bij Halfweg. Toen de werken bij Katwijk eind 1807 klaar waren, deed hij in 1808 examen voor landmeter bij de waterstaat en werd in hetzelfde jaar als zodanig aangesteld. Toen de Nederlandse waterstaat na de inlijving bij Frankrijk in 1810 in het ‘corps des ponts et chaussées’ werd opgenomen, werd Kros bij Keizerlijk Decreet van 20 februari 1811 tot ingenieur benoemd. Omdat hij in het decreet van 2 maart 1811 niet genoemd wordt, was hij vanzelf ingenieur 2e klasse. Zijn standplaats werd 's-Gravenhage. Met ingang van 1 september 1816 kreeg hij de veel belangrijker standplaats Gorinchem.
Bij de 7e organisatie van de waterstaat bij Koninklijk besluit van 25 december 1816 werd hij tot ingenieur 1e klasse benoemd. Met ingang van 1 Juli 1822 werd hij naar Arnhem verplaatst, waar hem de dienst in het noordelijk deel van Gelderland (Veluwe en Graafschap) werd opgedragen. Toen met 1 oktober 1825 de provinciale dienst in Gelderland van de Rijksdienst werd afgescheiden, werd hem de Rijksdienst in de hele provincie opgedragen. Met ingang van 1 mei 1830 werd voor de Rijksdienst in de Betuwe weer een afzonderlijk ingenieur aangewezen en werd hij weer hoofd van alleen Veluwe en Graafschap. Hij werd met ingang van 1 oktober 1830 benoemd tot hoofdingenieur 2e klasse in Drenthe met standplaats Assen. Met ingang van 1 maart 1836 werd hem ook de dienst in de provincie Groningen opgedragen en werd zijn standplaats Groningen, maar vanaf 1 Juli van dat jaar viel Drenthe er weer af, en was hij alleen nog verantwoordelijk voor Groningen.
Hij was klaarblijkelijk niet makkelijk in de omgang; in het begin van zijn carrière was Arie Blanken zijn chef, en hij had met hem een slechte verhouding. Na de nodige overplaatsingen (zie hieronder) kwam hij in Groningen, waar hij een conflict kreeg met een ingenieur onder hem, ir. Jacob Andries van Essen. Dit liep zo hoog op dat de gouverneur van Groningen aan de minister van Binnenlandse Zaken voorstelde om beide heren uit elkaar te plaatsen. Van Essen mocht in Groningen blijven, en Kros zou de dienstkring Leeuwarden krijgen. Het hoofd van die dienstkring, Pieter Wellenberg, moest daarom naar Groningen verhuizen (mei 1841). Ook in Leeuwarden ging de verhouding met ondergeschikten niet makkelijk. In 1852 ging hij met pensioen en ging in Zwolle wonen.
Na zijn pensionering was hij in 1853 nog betrokken bij een discussie bij het KIvI over de vaarweg naar Ameland en Schiermonnikoog.
In de periode 1824-1875 werden nogal wat kerkgebouwen vernieuwd of nieuw gebouwd. Dit gebeurde vaak met subsidie van het rijk. Een eis was dat het bouwplan en het bestek goedgekeurd werden door de gouverneur van de provincie, die dit meestal delegeerde aan de hoofdingenieur van Rijkswaterstaat (zie waterstaatskerk). In dit kader heeft Kros ook moeten oordelen over de nieuwbouw van de St. Fransicuskerk in Bolsward van de architect Theo Molkenboer.
Hij trouwde in 1818 met Catharina Wilhelmina Françoise Salengre, hij kreeg een zoon, Simon Pieter. Deze werd arts in Zwolle.
Standplaatsen van Arie Christiaan Kros bij Rijkswaterstaat:
- 1811 's-Gravenhage
- 1816 Gorinchem
- 1822 Arnhem - Dienstkring Veluwe en Graafschap
- 1825 Arnhem - Gelderland - all rijkstaken in Gelderland
- 1830 Arnhem - Dienstkring Veluwe en Graafschap
- 1834 Assen - Dienstkring Drenthe
- 1836 Groningen
- 1841 Leeuwarden
- 1852 Met pensioen, ging in Zwolle wonen

- Biografisch Portaal: 39474406
- Digitale Bibliotheek voor de Nederlandse Letteren: kros004
- Virtual International Authority File: 287450348